# Asbjørn Sennels
Asbjørn Sennels (Brabrand, 1979. január 17. – 2023. július 9.) válogatott dán labdarúgó, hátvéd.

## Pályafutása

### Klubcsapatban
1998–99-ben a Skovbakken, 1999 és 2004 között a Viborg, 2004 és 2007 között a Brøndby, 2007 és 2010 között ismét a Viborg, 2010 és 2012 között a Tjele Vest Sport labdarúgója volt. 2012-ben a Viborg csapatában fejezte be az aktív labdarúgást. A Viborggal egy dánkupagyőzelmet, a Brøndbyvel egy-egy dán bajnoki címet és kupagyőzelmet ért el.

### A válogatottban
2003–04-ben két alkalommal szerepelt a dán válogatottban.

### Edzőként
2017–18-ban a Viborg, 2018 és 2020 között a Tjele Vest Sport segédedzője volt. 2020 és 2022 között a Tjele Vest Sport vezetőedzőjeként tevékenykedett.

## Sikerei, díjai
Viborg
- Dán kupa
  - győztes: 2000

 Brøndby
- Dán bajnokság
  - bajnok: 2004–05
- Dán kupa
  - győztes: 2005

## Statisztika

### Mérkőzései a dán válogatottban
| Dánia | Dánia               | Dánia                      | Dánia | Dánia    | Dánia      | Dánia      | Dánia | Dánia   |
| #     | Dátum               | Helyszín                   | Hazai | Eredmény | Vendég     | Kiírás     | Gólok | Esemény |
| ----- | ------------------- | -------------------------- | ----- | -------- | ---------- | ---------- | ----- | ------- |
| 1.    | 2003. augusztus 20. | Koppenhága, Parken Stadion | Dánia | 1 – 1    | Finnország | barátságos | -     | 64'     |
| 2.    | 2004. április 28.   | Koppenhága, Parken Stadion | Dánia | 1 – 0    | Skócia     | barátságos | -     | 46'     |
|       | Összesen            |                            |       | 2        | mérkőzés   |            | 0     | gól     |